# Compagnie des tramways de l'Est parisien

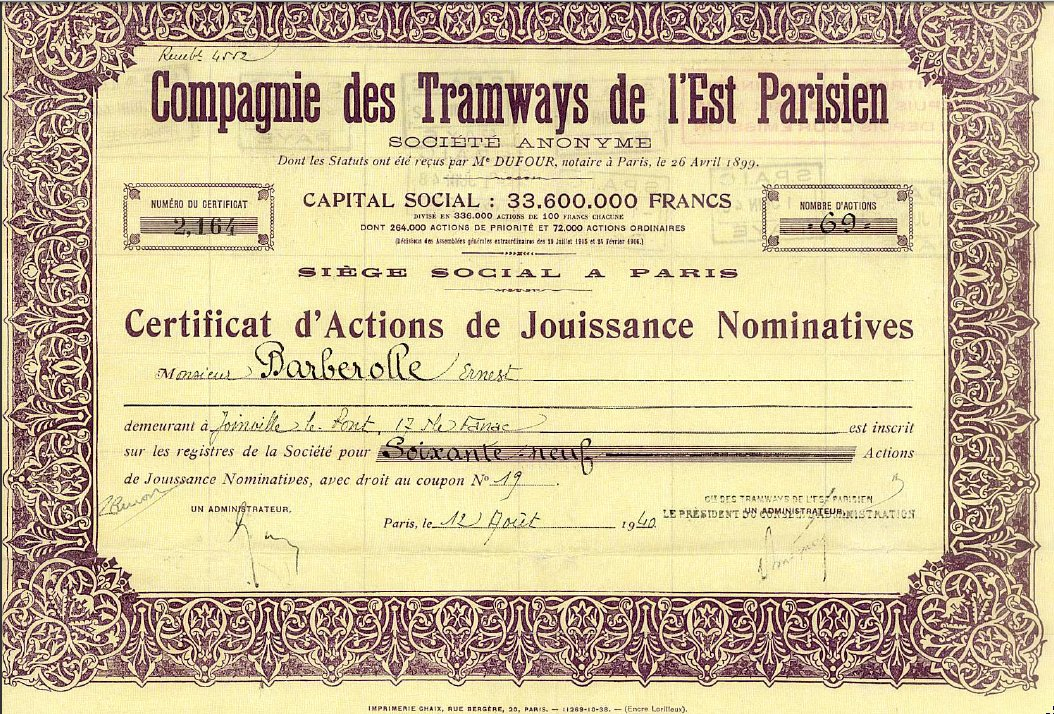
Action de la Compagnie des tramways de l'Est parisien.

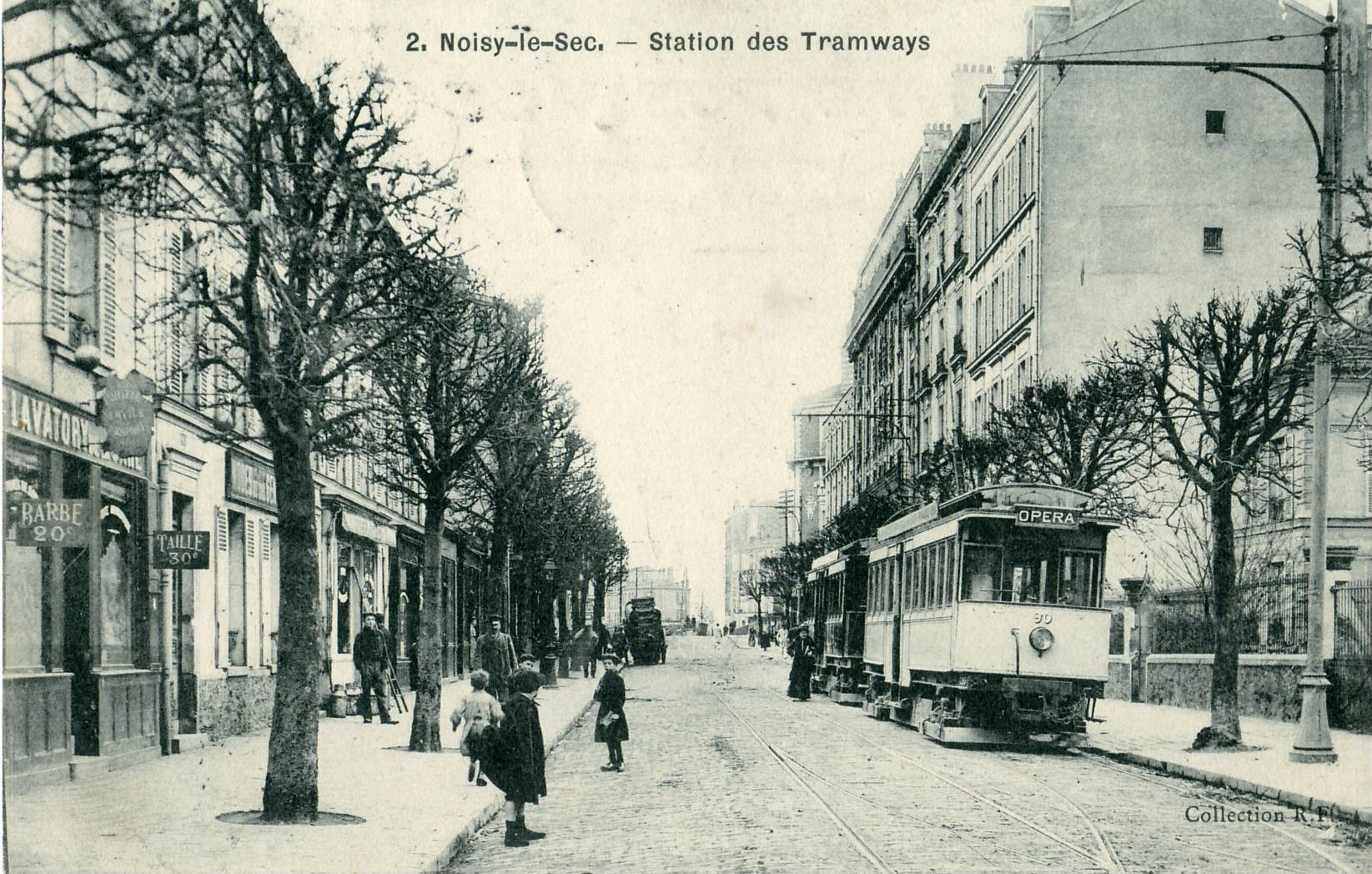
Tramways à Noisy-le-Sec.

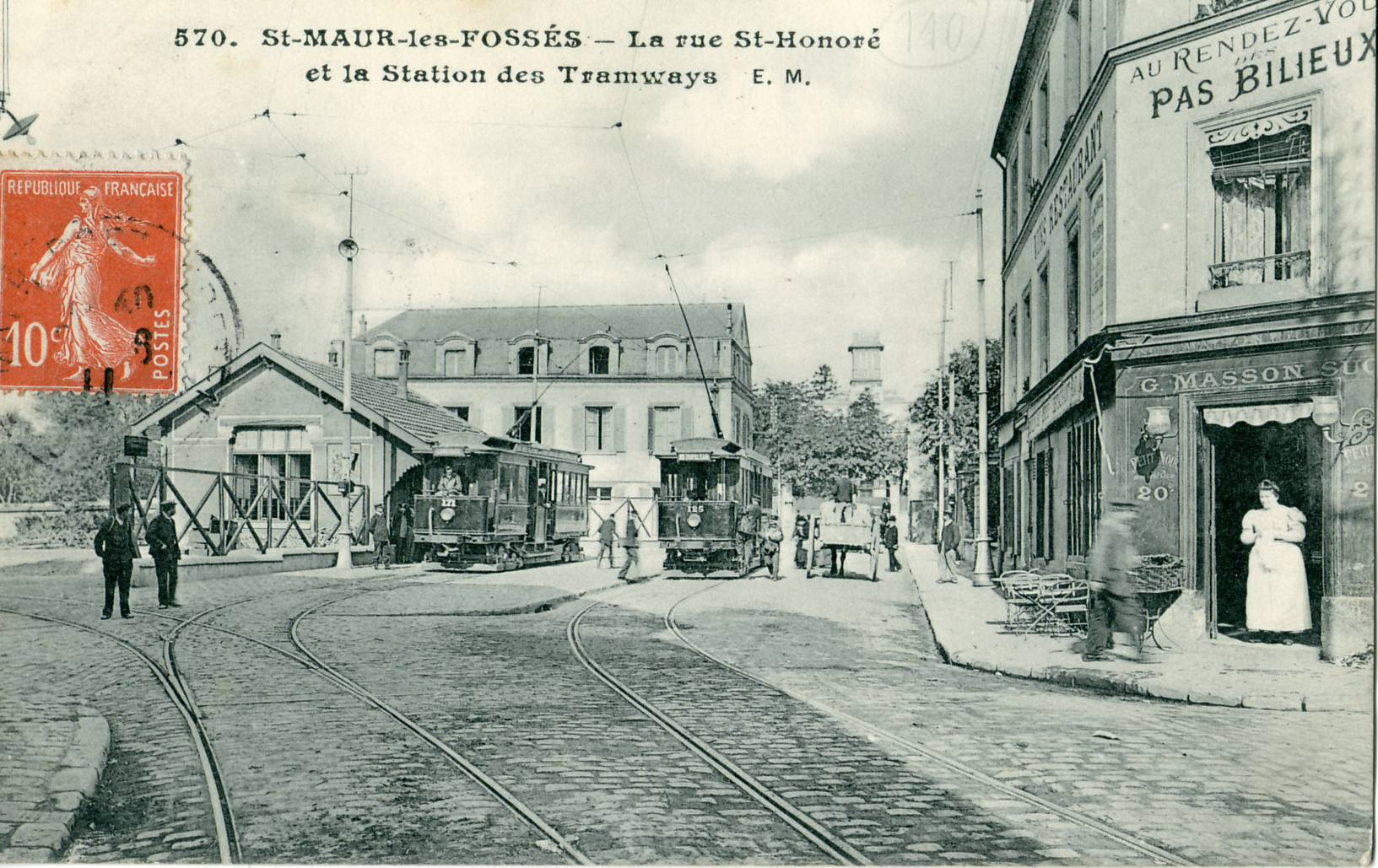
Tramways à Saint-Maur-des-Fossés.

La Compagnie des tramways de l'Est parisien (TEP ou EP) exploitait entre 1900 et 1921 un réseau de tramways électriques à l'est de Paris.

## Histoire
La compagnie EP émane de la fusion le 3 mars 1900 de la Compagnie des tramways de Saint-Maur-des-Fossés et extensions qui exploitait deux lignes (Saint Maur - Vincennes et Joinville - Champigny), de la Compagnie du Tramway de Romainville et ultérieurement du Tramway du Raincy à Montfermeil. Le siège de la compagnie est fixé au 12 rue Halévy à Paris.
La compagnie EP hérite de la concession des lignes suivantes :
- Noisy-le-Sec à Paris (Opéra) ;
- Fontenay-sous-Bois à Paris (République) ;
- Le Raincy à Paris (République) ;
- Bondy à Paris (Place Saint-Michel) ;
- Bonneuil à Paris (Place de la Concorde).

Elle développe un réseau dans l'Est parisien et sera absorbée en 1921 par la Société des transports en commun de la région parisienne. Les lignes portent les numéros 95 à 112.

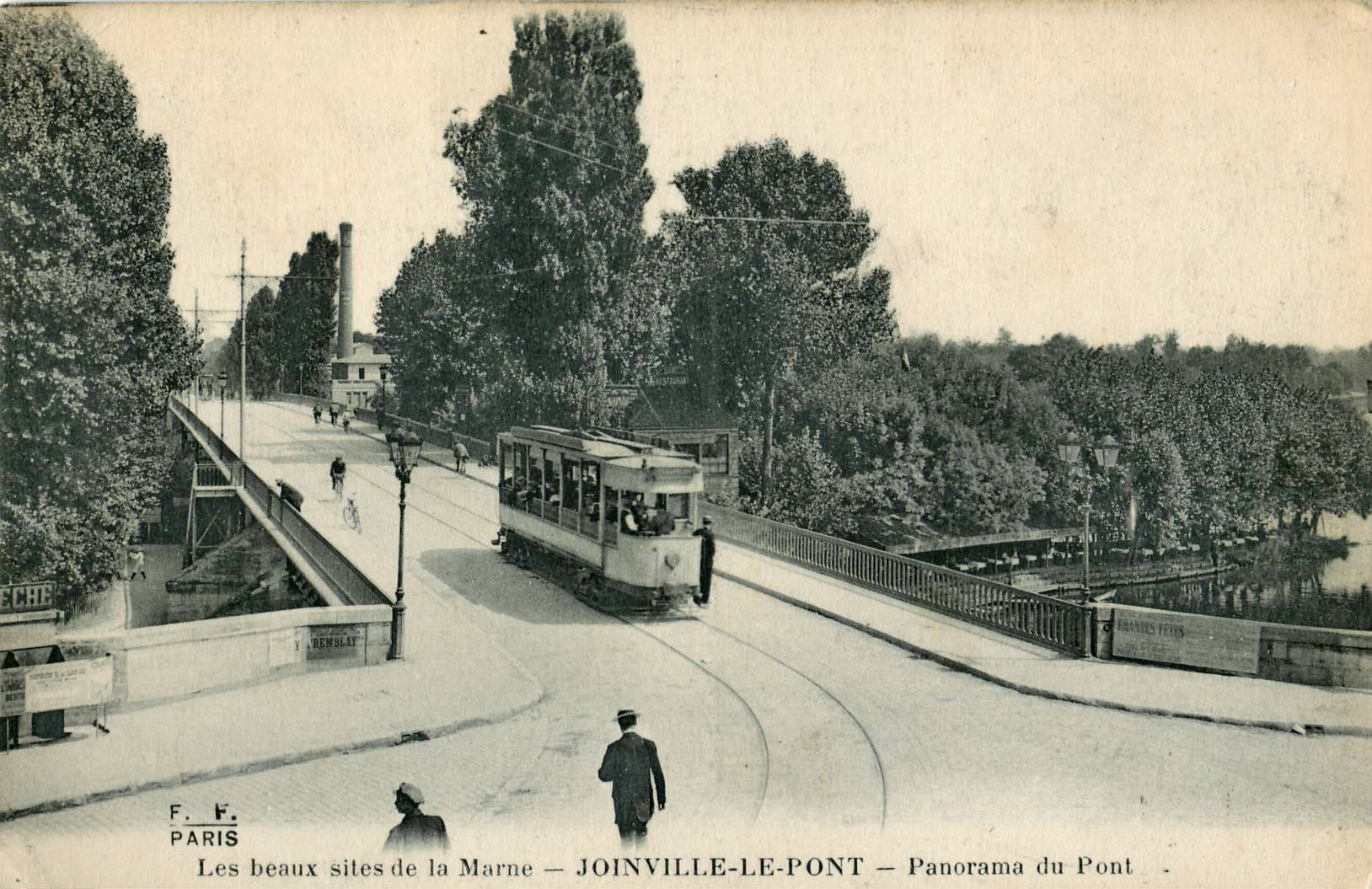
Tramway de la ligne 10 (Porte de Vincennes – Champigny-gare) sur le pont de Joinville, motrice de type 500.

## Lignes

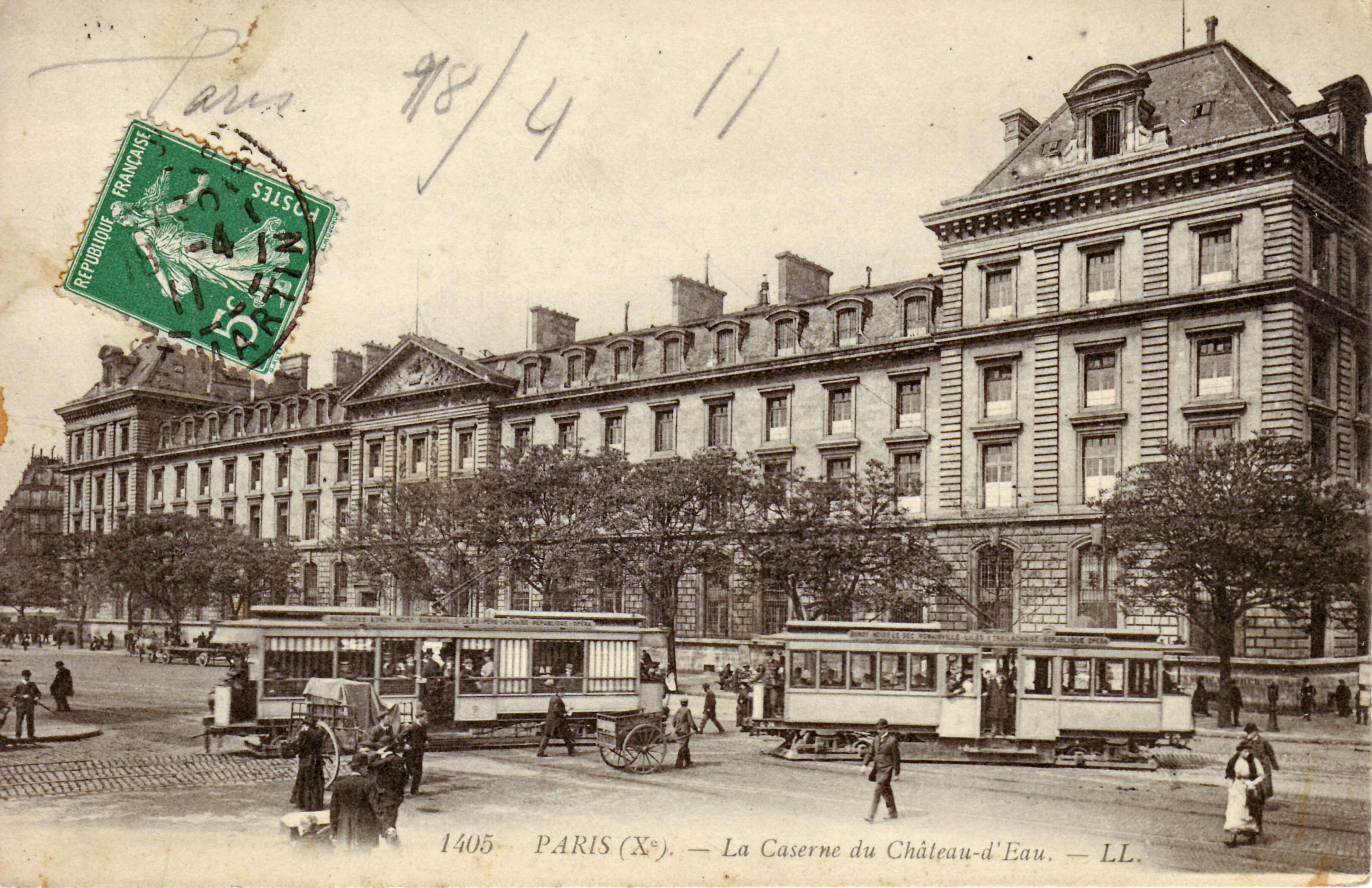
Motrices de la compagnie EP sur la place de la République, un type C à droite et un type « été » ouvert sur la gauche.

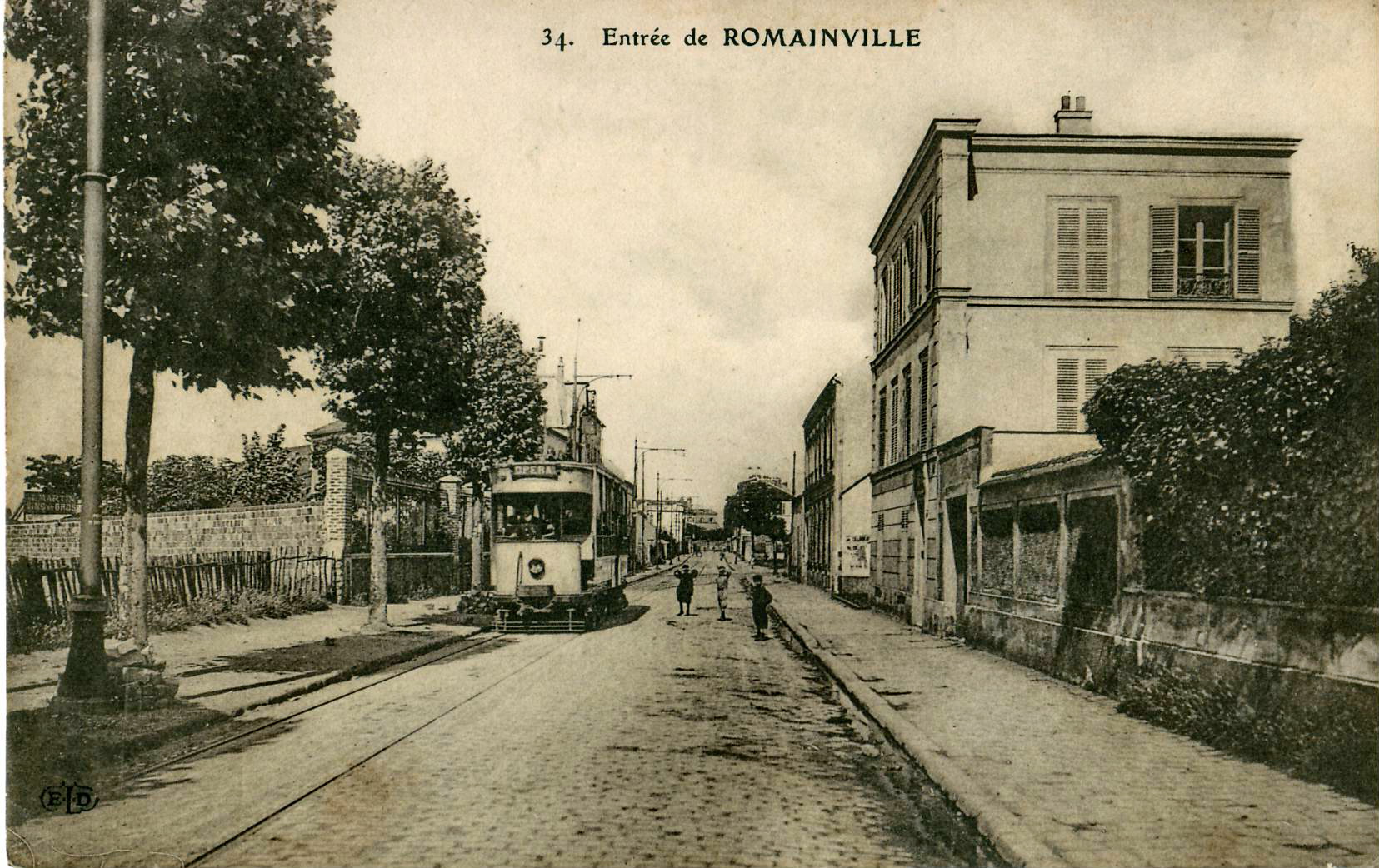
Tramway de la ligne 1 ou de la ligne 2 à Romainville.

- 1 Opéra – Gargan – Pavillons-sous-Bois (successeur de l'ancien Tramway de Romainville)

1 bis Opéra – Montreuil (La Boissière)
- 2 Opéra – Montreuil (Solidarité)

2 bis Opéra – Bagnolet
- 4 Les Halles – Pantin – Bobigny
- 5 Les Halles – Bagnolet
- 6 bis Bastille – Romainville
- 7 Pont de la Concorde – Bonneuil

7 bis Pont de la Concorde – Alfortville
7 ter Pont de la Concorde – Vitry-sur-Seine
- 8 Porte de Vincennes – Montreuil – Pantin
- 10 Porte de Vincennes – Champigny (gare)
- 11 Porte de Vincennes – Champigny (ville)
- 12 Porte de Vincennes – La Varenne
- 13 Créteil – Gare de Saint-Maur-des-Fossés – Charenton
- 14 Le Raincy – Montfermeil

Le 1er janvier 1921, les lignes sont absorbées par la STCRP et deviennent :
- 95 (ex-1), 96 (ex-1 bis), 97 (ex-2), 98 (ex-2 bis), 99 (ex-4), 100 (ex-5), 101 (ex-6 bis), 103 (ex-7), 104 (ex-7 bis), 105 (ex-7 ter), 107 (ex-8), 108 (ex-10), 109 (ex-11), 110a et 110b (ex-12), 111 (ex-13), 112 (ex-14).

## Infrastructure

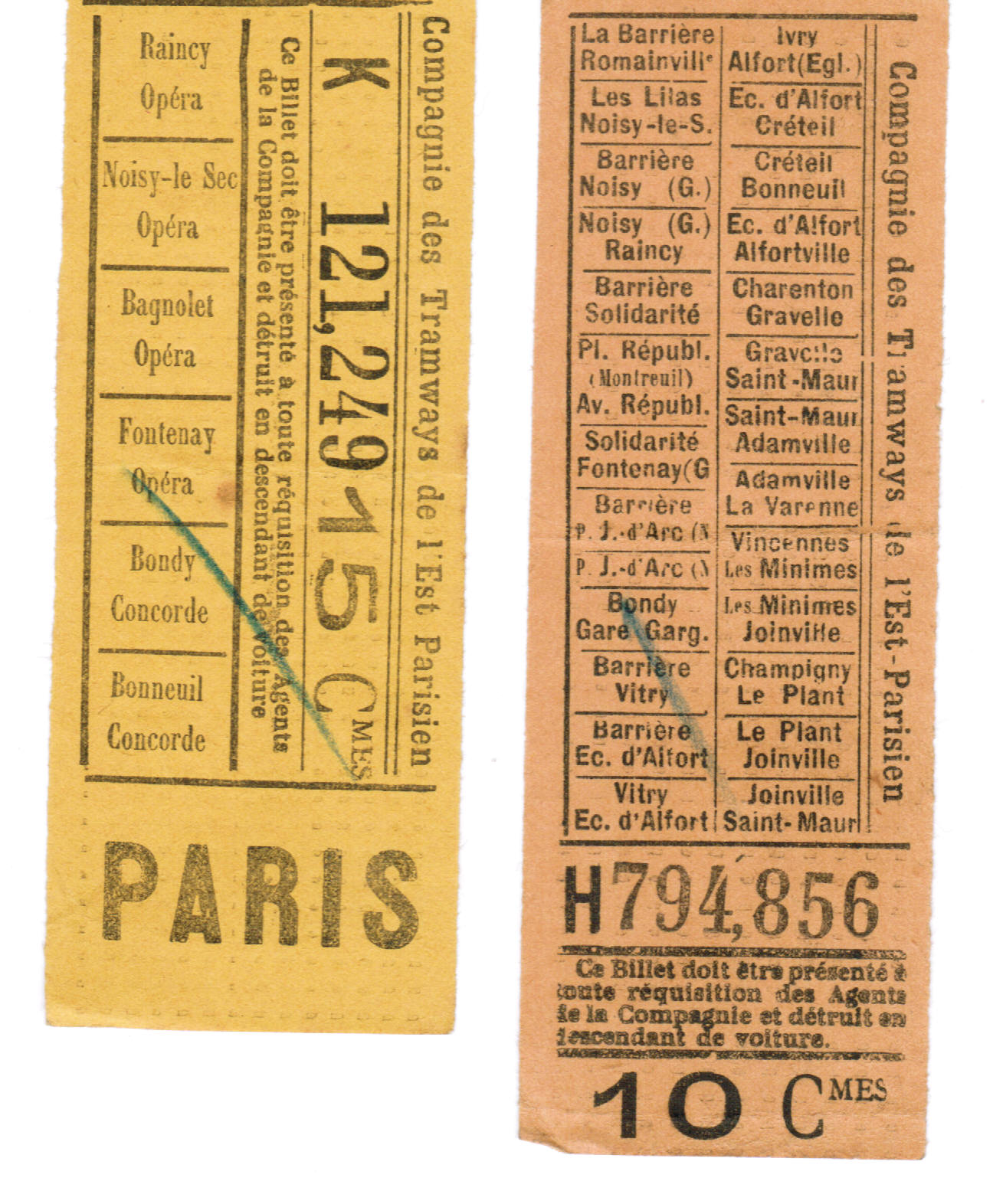
Billets de l'Est Parisien.

### La voie
La voie était à écartement normal, électrifiée par courant continu avec deux systèmes d'alimentation :
- ligne électrique aérienne, avec captage par perche trolley ;
- alimentation par plots superficiel, avec captage par frotteur système Diatto[3].

En effet, la compagnie EP, n'ayant pas reçu l'autorisation d'électrifier par fil aérien les voies situées dans Paris, utilisa ce système d'alimentation par plots superficiels conçu par l'ingénieur italien Alfredo Diatto.

### Alimentation électrique

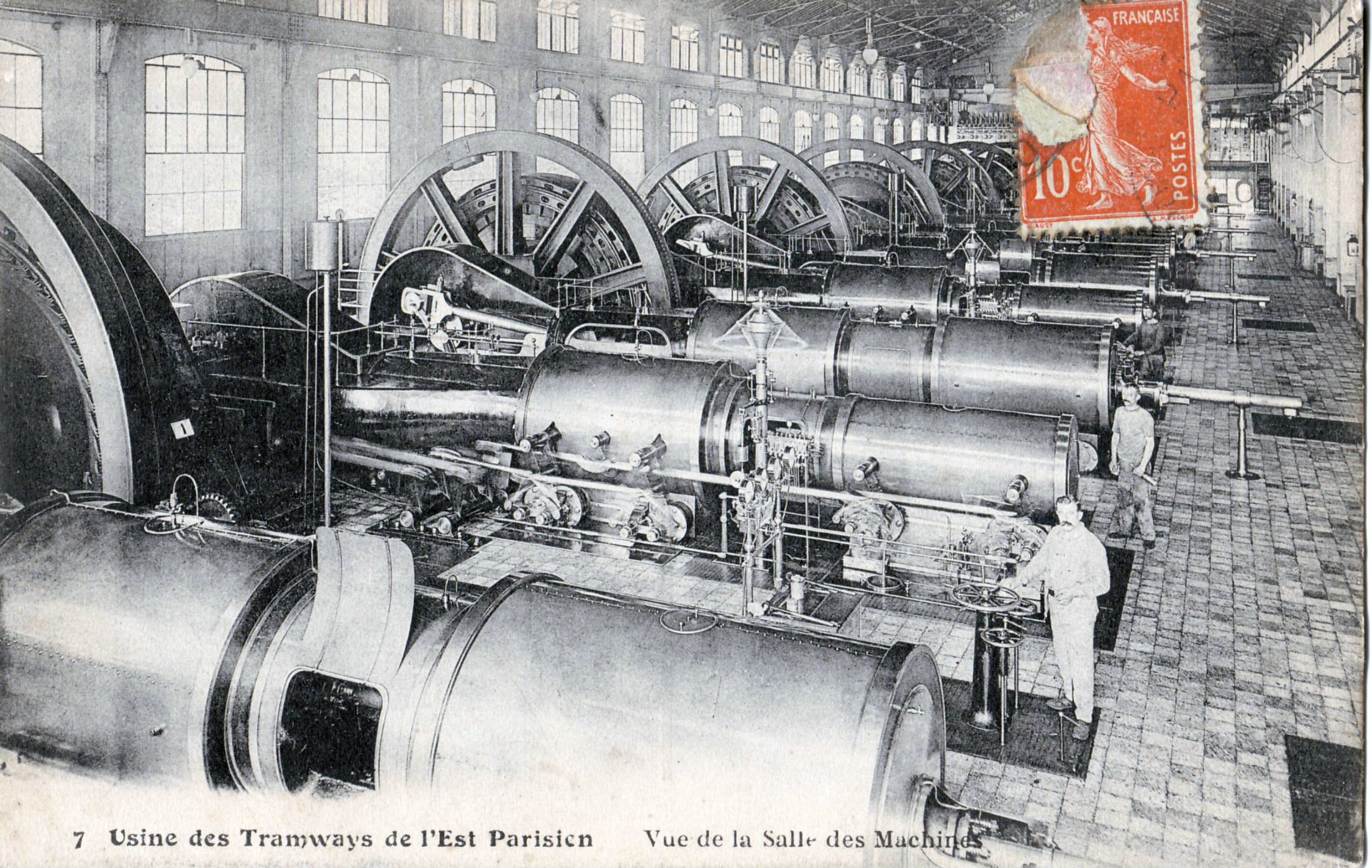
La salle des dynamos de l'usine de production d'électricité de la compagnie.

Les tramways nécessitaient d'importantes quantités d'énergie. En 1917, la compagnie consommait 12 100 000 kWh.
À cette époque, il n'existait pas de réseau national de distribution de l'énergie, et les entreprises de tramway devaient souvent s'équiper de centrales électriques. Celle de l'EP fut construite à Vitry-sur-Seine, en bordure de Seine, et produisait du courant triphasé sous 5 000 volts, qu'elle transmettait à huit sous-stations, situées quai de la Tournelle, avenue de la République, aux dépôts des Lilas et de Saint-Maur, au Raincy, à Vincennes, à Vitry-sur-Seine et au Kremlin-Bicêtre.
L'usine était édifiée sur un vaste terrain de trente hectares et était organisée en deux bâtiments d'une longueur de 90,50 m. L'un d'eux avait 23 m de largeur et l'autre 15 m. Les 21 chaudières de 225 m2 de surface de chauffe, de type tubulaire à 2 bouilleurs et 3 parcours de flamme, timbrées à 12 kg/cm2, étaient installées dans le bâtiment le plus proche de la Seine.
L'autre bâtiment abritait sept machines à vapeur de 1 500 ch, entraînant autant d'alternateurs à courant triphasé sous 5 000 volts et d'une puissance de 800 kWh.
Cette usine, mise en service en janvier 1901, permit la suppression de l'usine des lilas et de celle du tramway du Raincy à Montfermeil, situé au dépôt de la ligne, à Montfermeil.
La compagnie EP, n'ayant pas reçu l'autorisation d'électrifier par fil aérien les voies situées dans Paris, utilisa le système d'alimentation par plots superficiels Diatto.

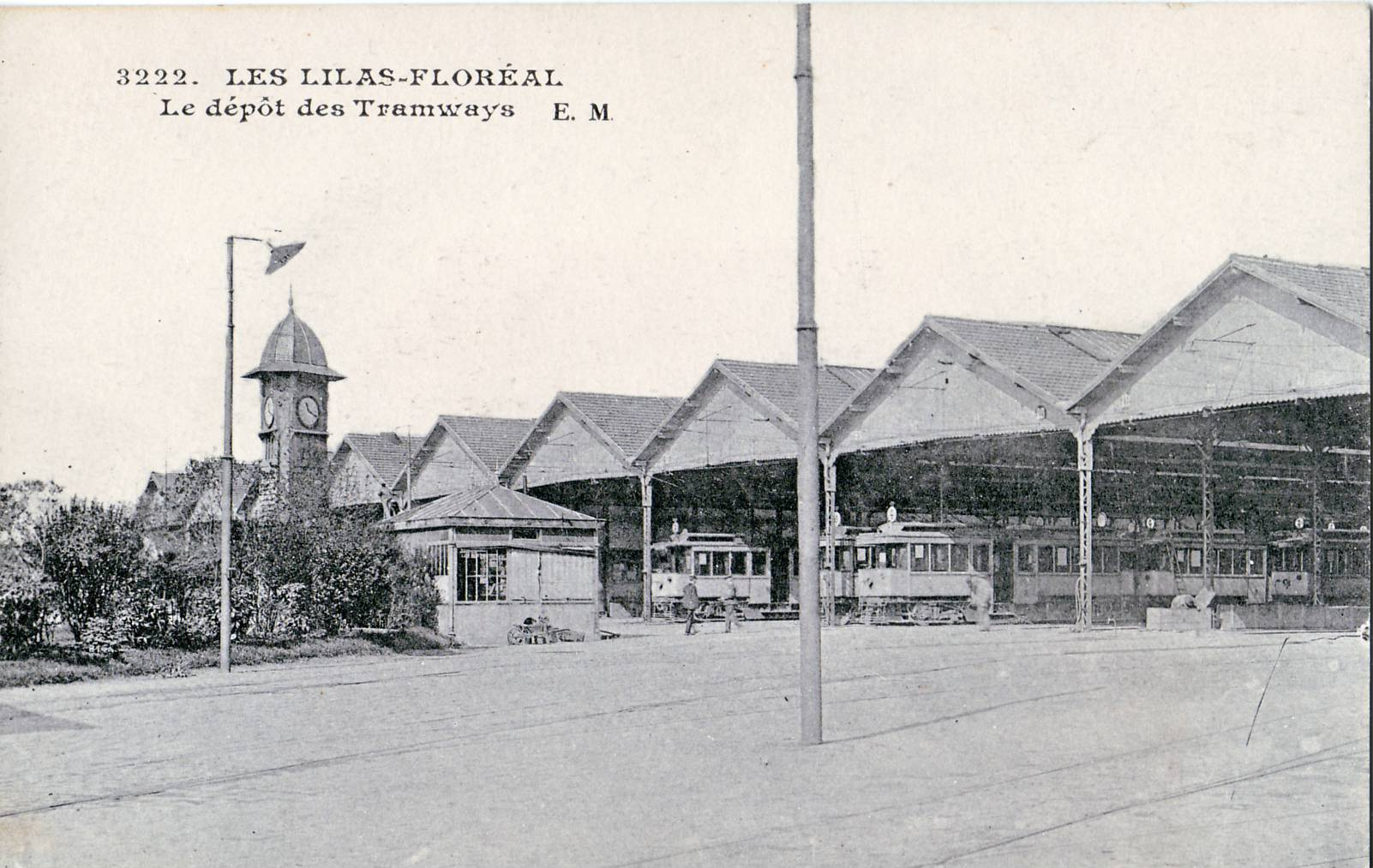
Vue générale du dépôt de Floréal.
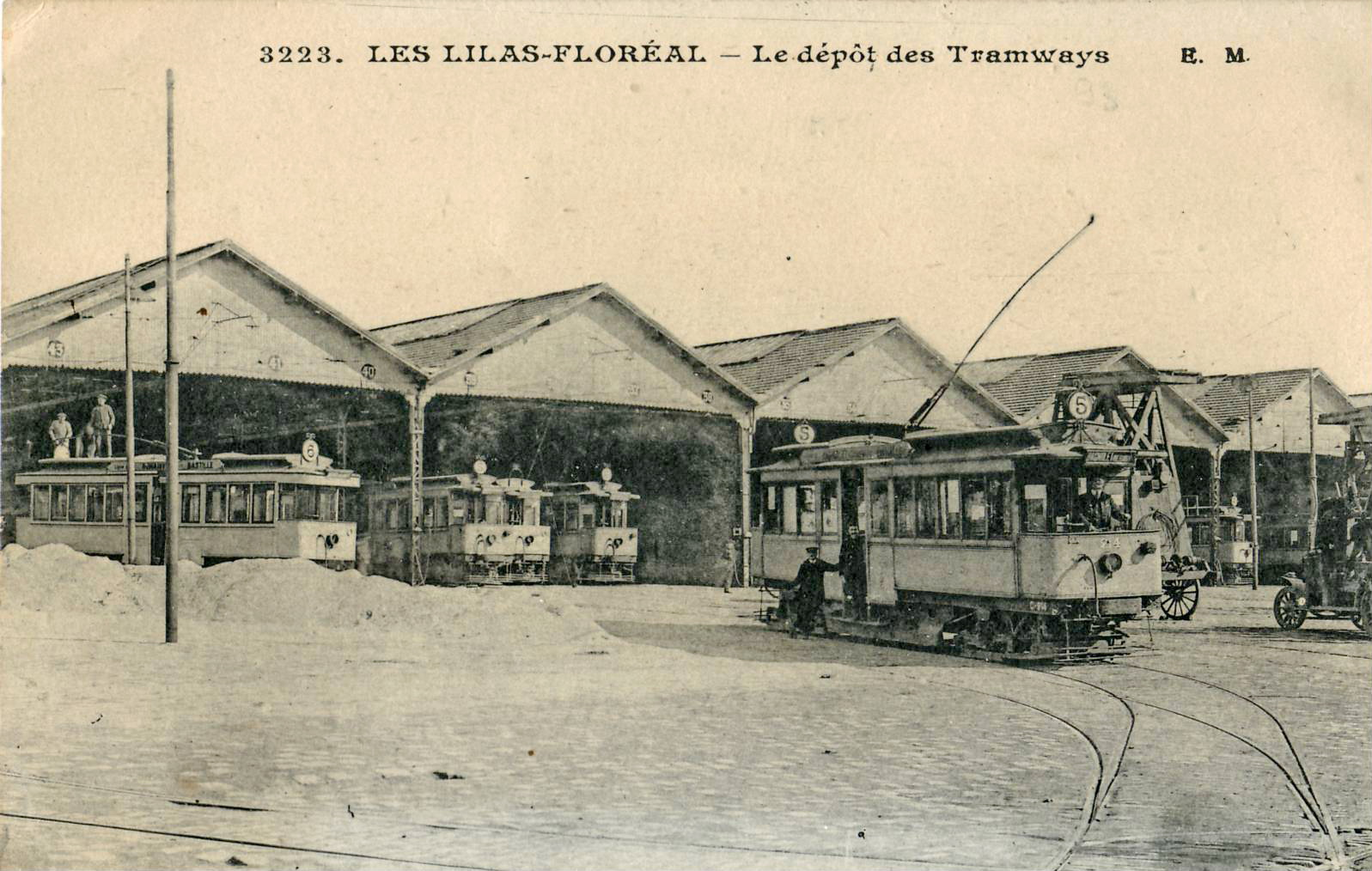
Vue en plus gros plan du dépôt de Floréal, avec la motrice 214 affectée à la ligne 5.

### Les dépôts
L'EP avait trois dépôts :
- à Saint-Maur-des-Fossés, rue Saint-Honoré, provenant des Tramways de Saint-Maur ;
- aux Lilas, rue Floréal, qui fut le dépôt le plus important de la région parisienne, avec 52 voies pouvant accueillir 260 voitures, et comprenait également un atelier d'entretien ;
- au Raincy, 26-44 avenue Thiers[7].